# Amsactarctia
Amsactarctia is een geslacht van vlinders van de familie spinneruilen (Erebidae), uit de onderfamilie Arctiinae.

## Soorten
- A. pulchra (Rothschild, 1933)
- A. radiosa (Pagenstecher, 1903)
- A. venusta (de Toulgoët, 1980)